# Joukje Smits

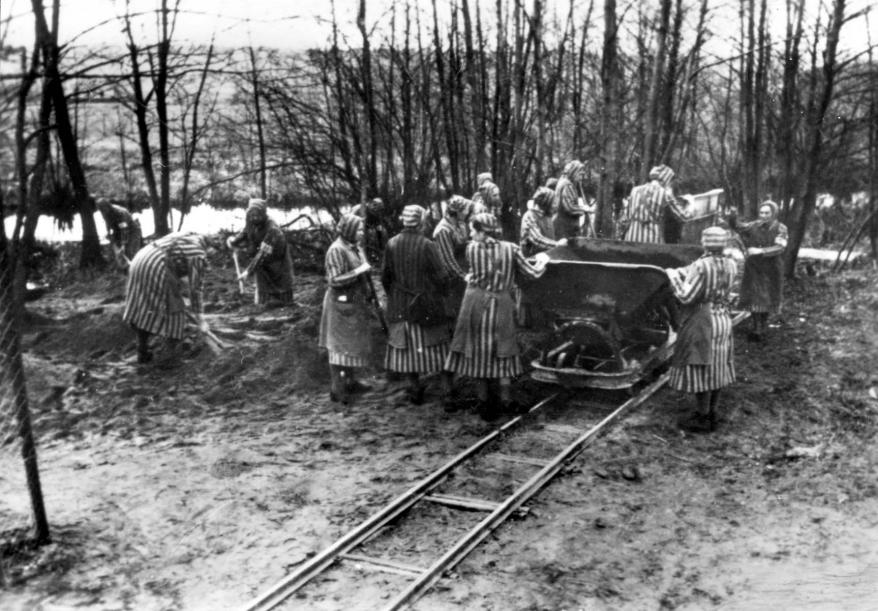
Zand scheppen in Ravensbrück

Joukje Grandia-Smits (Rotterdam, 17 april 1917 - 17 mei 1985) was een verzetsstrijder in Nederland tijdens de Tweede Wereldoorlog. 
Als onderwijzeres op de Christelijke Nijverheidsschol in Bodegraven kwam ze in 1940 in contact met Gerrit Jan van de Waal (alias Mees). Door zijn toedoen werd zij een van de eerste koeriersters van de Landelijke Organisatie voor Hulp aan Onderduikers (LO) onder de schuilnaam Clara.
Op 13 juni 1944 werd ze met 27 andere verzetsstrijders in Amsterdam verraden en gearresteerd. Met haar werden onder andere Jo Hessels, Hendrik van Wilgenburg en Ada van Keulen gevangengezet. (Van de 27 hebben slecht zeven de oorlog overleefd.) Ze werd naar Kamp Vught overgebracht en in september op transport gesteld naar Ravensbrück. In een interview met het Imperial War Museum vertelt ze onder meer hoe ze daar een conflict met de bewakers overleefde nadat een zandlorrie omsloeg.
In oktober 1944 werd ze naar Dachau overgebracht, waar ze werd tewerkgesteld in het Agfacommando. Toen ze op 30 april 1945 werd bevrijd door de Amerikanen, woog ze nog 35 kg.
Na terugkomst in Rotterdam trad ze in dienst van de Politieke Opsporingsdienst. Later ging ze weer in het onderwijs werken en ging voorlichting geven aan de schooljeugd over de Tweede Wereldoorlog. In juni 1946 hield ze op de landelijke bijeenkomst van de LO-LKP een indrukwekkende toespraak over De erfenis uit de concentratiekampen die veel stof deed opwaaien. Zij was jarenlang bestuurslid van de Vereniging Voormalig Verzet Zuid-Holland.
Op 11 november 1945 trouwde ze met Johannes Grandia. Ze kregen twee zonen.

## Onderscheidingen
Joukje Grandia-Smits was draagster van het Verzetsherdenkingskruis, van het Kruis van Erkentelijkheid van het Nationaal Verbond der Belgische Oorlogskruisen, van het Kruis van de Federatie van Europese Oud-Strijders en van de War medal of General Dwight D. Eisenhower. Ook was zij erelid van het Koninklijke Verbond der Veteranen van Koning Albert en van de National Defence Transportation Association (Benelux Chapter).